# Килер, Джеймс Эдуард
Джеймс Эдуард Килер (англ. James Edward Keeler; 10 сентября 1857 — 12 августа 1900) — американский астроном.
Член Национальной академии наук США (1900).

## Биография
Родился в Ла-Салле (штат Иллинойс), в 1881 окончил университет Хопкинса в Балтиморе. Затем работал в обсерватории Аллегени. В течение года (1883—1884) продолжал обучение в Гейдельберге и Берлине у Р. В. Бунзена и Г. Гельмгольца, после чего вернулся в обсерваторию Аллегени. В 1886—1891 работал в Ликской обсерватории, в 1891—1898 — директор обсерватории Аллегени, с 1898 — директор Ликской обсерватории.
Основные труды в области исследований спектров туманностей и планет. Показал, что газовые туманности обладают, как и звезды, заметными лучевыми скоростями, и измерил лучевые скорости некоторых диффузных и планетарных туманностей (1890). В 1895 выполнил точные измерения лучевых скоростей различных частей колец Сатурна и обнаружил, что внутренний край кольца вращается быстрее, чем внешний, тем самым получил непосредственное доказательство теоретического предсказания Дж. Максвелла о том, что кольцо состоит из небольших частиц, движущихся независимо друг от друга. На основании изучения большого количества фотографий туманностей, полученных им на 36-дюймовом Крослеевском рефлекторе Ликской обсерватории, пришел к выводу, что среди них преобладают спиральные туманности, которые позднее были отождествлены с галактиками. Совместно с Дж. Э. Хейлом был первым редактором журнала «Astrophysical Journal».
Награждён медалью Румфорда Американской академии искусств и наук (1898) и медалью Дрейпера Национальной АН США (1899).
В его честь названы кратер на Луне, кратер на Марсе, астероид № 2261 и щель Килера в кольце А Сатурна.